# Jimmy Briand
Jimmy Briand (Vitry-sur-Seine, 2 augustus 1985) is een Frans betaald voetballer die doorgaans in de aanval speelt. Hij verruilde EA Guingamp in augustus 2018 voor Girondins Bordeaux. Briand debuteerde in 2007 in het Frans voetbalelftal.

## Clubcarrière
Briand debuteerde in 2002 als betaald voetballer in de hoofdmacht van Stade Rennais. Daarvoor speelde hij in de daaropvolgende acht jaar meer dan 160 wedstrijden, waarin hij ruim dertig keer scoorde. Ook debuteerde hij in dienst van Rennais in de UEFA Europa League.
De dan zevenvoudig landskampioen Olympique Lyon nam de toen 24-jarige Briand in 2010 over. Hier tekende hij een contract voor vier jaar. Briand speelde 110 competitie wedstrijden voor Lyon en scoorde 22 goals. Hij werd in zijn tijd bij de club achtereenvolgens derde, vierde, nog een keer derde en vierde in de Ligue 1. Hij won in 2012 zowel de Coupe de France als de Trophée des Champions met Lyon en speelde hiermee in de seizoenen 2010/11 en 2011/12 achttien wedstrijden in de UEFA Champions League. Briand scoorde in de wedstrijd om de Trophée des Champions zowel in de reguliere speeltijd als in de beslissende strafschoppenreeks.
Briand tekende in augustus 2014 een eenjarig contract bij Hannover 96. Dat lijfde hem transfervrij in na het aflopen van zijn verbintenis bij Olympique Lyon. Hij werd met de Duitse club dat jaar dertiende in de Bundesliga.
Briand tekende in augustus 2015 een contract tot medio 2017 bij EA Guingamp, de nummer tien van de Ligue 1 in het voorgaande seizoen.

## Interlandcarrière
Met Frankrijk U21 nam Briand in 2006 deel aan de EK-eindronde in Portugal, waar de ploeg van bondscoach René Girard in de halve finales werd uitgeschakeld door de latere winnaar Nederland.
Briand werd voor het eerst opgeroepen voor de Franse nationale ploeg in 2007 voor de kwalificatiewedstrijden van het Europees kampioenschap tegen Oekraïne en Georgië. Daarbij kwam hij nog niet aan spelen toe. In oktober 2008 maakte hij daadwerkelijk zijn debuut in de Franse nationale ploeg dat tegen Roemenië speelde. Dat duel was een kwalificatiewedstrijd voor het WK 2010. Frankrijk bereikte het hoofdtoernooi, maar Briand behoorde niet tot de selectie daarvoor.

## Erelijst
Met  Olympique Lyon
| Nationaal             |    |         |
| Coupe de France       | 1x | 2011/12 |
| Trophée des Champions | 1x | 2012    |

1 Johnsson ·
2 Gregersen ·
4 Bokele ·
5 Barbet  ·
6 Ihnatenko ·
8 Sissokho ·
9 Vipotnik ·
10 Weissbeck ·
11 Pitu ·
13 Strączek ·
14 N'Simba ·
17 Elis ·
18 Biumla ·
19 Ekomié ·
20 Díaz ·
22 De Amorim ·
24 Marcelin ·
26 Depussay ·
29 Livolant ·
30 Davitasjvili ·
34 Michelin ·
40 Bedfian ·
72 Cassubie ·
77 Badji ·
81 De Lima ·
91 Tebili ·
97 Rouyard ·
99 Swiderski ·
Coach: Guion
· Assistent-coach: Plašil
· Keeperstrainer: Coupet